# ستيفن ولش
ستيفن ولش (بالإنجليزية: Stephen Welsh)‏ هو لاعب كرة قدم بريطاني في مركز الدفاع، ولد في 19 يناير 2000 في کوتبريج ‏ في المملكة المتحدة. لعب مع نادي سلتيك ونادي غرينوك مورتون.

## وصلات خارجية
- ستيفن ولش على موقع الاتحاد الأوربي (الإنجليزية)
- ستيفن ولش على موقع قاعدة بيانات كرة القدم.إي يو (الإنجليزية)
- ستيفن ولش على موقع ليكيب (الفرنسية)
- ستيفن ولش على موقع Soccerbase.com (لاعب) (الإنجليزية)
- ستيفن ولش على موقع Soccerway.com (الإنجليزية)